# James Hatfield
 (août 2013).
Ne doit pas être confondu avec James Hetfield.
James Howard Hatfield dit Jim, né le 7 janvier 1958 à Bentonville (Arkansas) et mort à Springdale (Arkansas) le 18 juillet 2001, est un écrivain américain.
Il est notamment connu pour être l'auteur des livres Le cartel Bush, ou L’itinéraire d’un fils privilégié (Fortunate Son), The Killing Zone et Patrick Stewart: The Unauthorized Biography. Il s'est suicidé dans un motel Days Inn à Bentonville le 18 juillet 2001.

## Biographie
Son père vétérinaire, est spécialisé dans les poulets (la région accueillait alors Tyson Chichen, une société spécialisée dans la viande de poulet), et sa mère travaille dans la distribution chez Walmart, une chaîne américaine de grands magasins.
Adolescent, il est passionné par l’écriture, et a demandé une machine à écrire électronique à ses parents pour son douzième Noël. Ayant reçu une éducation très religieuse, il lui a été destiné à épouser la fille du curé. Mais à la place, il abandonne le collège, se marie, divorce rapidement, puis se remarie plus tard et a eu une petite fille avec sa nouvelle épouse.
Il est arrêté tout jeune pour une histoire de chèques sans provision, inculpé, et emprisonné durant sept mois pour plusieurs cambriolages. En 1976, à sa sortie de prison, il rejoint un groupe d’adolescents de Bentonville qui partait s’installer dans la métropole la plus proche, à Dallas au Texas.
Arrivé au Texas, Hatfield aurait alors travaillé un temps pour une compagnie pétrolière et écrit plusieurs articles de divertissement.
Finalement, il se met à travailler pour la société CFC, une compagnie financière ayant des propriétés subventionnées par l’État dans tout le Texas. L’un des directeurs de cette compagnie était Delores Kay Burrow, une femme qu’il tente par la suite de tuer.
Mais auparavant, et durant des années, il vole des dizaines de milliers de dollars à CFC, en accusant la société d’être « un nid à cupidité et à corruption », sans contrôle sur les mouvements de fonds gouvernementaux.

## L'écrivain
En 1985, Hatfield annonce à ses collègues qu’il a gagné un concours pour écrire le prochain livre de James Bond, et ainsi continuer la série initiée par Ian Fleming. Mais comme le précise l’une de ses connaissances au Washington Post le 19 mars 2000, ayant admis que Hatfield voulait alors vraiment devenir auteur : « Les années passèrent, et nous n’avons jamais vu le livre. On s’est demandé si tout cela était véridique ». Hatfield finit par sortir son livre en 1985, intitulé The Killing Zone.
Ses collègues, suspicieux, appelèrent l’éditeur du livre, et apprirent que Hatfield avait payé pour que son livre soit publié. Mais Hatfield admit plus tard au Washington Post qu’il s’agissait d’une autre de ses tromperies : « J’étais tellement confiant que mon travail serait retenu que je m’en suis vanté auprès de tout le monde. Lorsque je n’ai pas été retenu, je l’ai publié moi-même et l’ai vendu à tous ceux que je connaissais. C’était vraiment comme de se prendre une claque, mais ce n’est rien comparé à maintenant ». Il continue malgré tout jusqu’à la fin de sa vie à soutenir aux gens qu’il y avait vraiment un concours, alors que celui-ci n’a jamais réellement existé.
Les éditions Glidrose (Ian Fleming Publications), qui avaient alors les droits de publication des romans de James Bond, étaient citées sur la couverture du livre de Hatfield, mais n’avaient jamais été averties de la publication de The Killing Zone, le seul écrivain officiel des romans de Bond à l’époque étant John Gardner.
En février 1987, Hatfield, dont les détournements avaient été démasqués par sa directrice, Delores Kay Burrow, avait démissionné. Mais durant son préavis, il avait payé 5 000 dollars à un réparateur de télévisions pour poser une bombe sous la voiture de Burrow. Le coup a raté (la bombe a explosé sans faire de victimes), et Hatfield fut condamné à cinq ans de prison. Durant son procès, Hatfield a argumenté qu’il avait fait cela pour rendre service à un autre directeur de CFC, Lawrence R. Burk, qui l’avait promu et participait avec lui au détournement de fonds. De plus Burrow faisait chanter Burk avec une ancienne affaire ex-conjugale.
Hatfield précisera plus tard qu’il ne souhaitait pas réellement que l’attentat réussisse : « Honnêtement, je pensais et j’espérais que l’homme que j’avais payé s’enfuirait avec l’argent, et ne poserait pas la bombe ». Mais son avocat dans l’affaire, Michael Eaton, déclare, quant à lui, qu’un témoin avait entendu Hatfield dire plus d’une fois à quel point il était « irrité par le fait que cette femme incompétente soit sa supérieure », et combien il aurait voulu prendre sa place,.

### Deuxième ennui judiciaire
En 1992, toujours au Texas, Hatfield est accusé pour son détournement de fonds. Burrow, la femme qu’il avait essayé de faire assassiner, est l’un des témoins de l’affaire. Hatfield est condamné à 15 ans de prison, puis à 5 ans supplémentaires pour avoir effectué une fausse déclaration sur un document administratif.
En 1994, Hatfield bénéficie d’une liberté conditionnelle, et s’installe en Arkansas, où il écrivit au moins cinq livres, dont plusieurs livres de science-fiction sur les séries Star Trek et X-Files, ainsi qu’une biographie de Patrick Stewart, un acteur de Star Trek,,.

### Première sortie deFortunate Sonet critiques
En 1998, il écrit un livre provocateur : Le cartel Bush, ou L’itinéraire d’un fils privilégié (Fortunate Son), où il allègue que le Président (élection présidentielle américaine de 2000) élu en 2001, George W. Bush a reçu tout au long de sa vie un traitement préférentiel, durant sa scolarité, mais également via ses contacts professionnels, pour lui permettre de devenir candidat aux postes de Gouverneur, puis de Président. Selon lui, Bush a réussi non grâce à son talent, mais uniquement grâce à ses relations familiales,.
Hatfield argue également dans son livre que le 43e président américain a été arrêté en 1972 pour possession de cocaïne, épisode étouffé par son célèbre père (George Bush), ancien président des États-Unis lui aussi,. Il parle également des relations existantes entre la famille Bush et la famille ben Laden avant les attentats du 11 septembre 2001.
Difficultés et censures de la publication du livre Fortunate Son
Les presses St Martin’s, qui éditaient le livre, ont arrêté sa publication en octobre 1999 et ont ordonné un rappel de ceux déjà publiés après avoir eu vent du passé tumultueux de Hatfield (même si entretemps, le livre avait rejoint le palmarès des best-sellers du New York Times),,. En effet, le livre reposant en grande partie sur la crédibilité de l’auteur et sur ses sources restées anonymes (Karl Rove, le plus proche conseiller politique de Bush, fut ensuite avancé par Hatfield comme étant l’une de ces mystérieuses sources), la mise au grand jour de son passé judiciaire le discréditait totalement.
Selon plusieurs sources dont le Washington Post, les livres auraient été brûlés par les presses St Martin,,. Hatfield aurait aussi, selon lui, reçu des menaces de mort sur lui et sa famille de la part du camp Bush. Hatfiel a dit au journaliste David Cogswell avoir découvert que son ordinateur avait été mis sous surveillance ; c’est à la suite d’un bug et après avoir demandé à un technicien de réparer son ordinateur que celui-ci a précisé à Hatfield que quelqu’un avait installé un dispositif permettant de surveiller ses correspondances.
Nouvelles sorties de Fortunate Son et pressions sur leurs sorties en librairies
Le livre fut republié, en janvier 2000, par les presses Soft Skull, appartenant à un chanteur de rock punk proche de Hatfield, Sander Hicks mais avec l’élection présidentielle en cours, les menaces des avocats du parti républicain, et les librairies peu enclines à distribuer le livre marquèrent, un nouveau coup d’arrêt à la distribution du livre et malgré une troisième réédition eut lieu, en 2002, mais là encore l’accueil ne fut pas au rendez-vous les journalistes n'ayant également pas ménagé le livre durant ses différentes parutions.

## Fin de parcours et décès de James Hatfield
Le 3 juillet 2001, à Linda Starr dans le Online Journal dans sa dernière déclaration à la presse, Hatfield a discuté des relations Bush-Ben Laden ainsi que de l'éventualité d'un attentat sur le sol américain, préfigurant sans le vouloir les attentats du 11 septembre 2001.
Le 17 juillet 2001, la Police s'est présentée à Betonville (Arkansas) pour l'appréhender pour fraude d'identité financière (ou fraudes à la carte de crédit) et le mettre en garde à vue mais étant déjà en fuite et sans autorisation, la police a donc confisquée et saisie son ordinateur.
Le 18 juillet 2001, une femme de chambre du Days Inn (un motel de Springdale, en Arkansas) a retrouvé le corps de Hatfield à 12 h, mort apparemment des suites d’une overdose de drogue, dans la chambre 312. Selon le rapport de la Police, il s’agissait d’un suicide, car Hatfield avait laissé un mot parlant de ses soucis financiers, de son livre sur Bush et de problèmes d’alcool laissant derrière lui une femme et une fille. Il était alors âgé 43 ans.
Peu après son décès, les droits de l'ouvrage ont été repris en août 2001 par Vision Paperbacks puis par Timeli à partir de 2003 à Genève pour les droits mondiaux dans le monde entier et en langue française.

## Documentaire
En avril 2002 est sorti un documentaire de 90 minutes intitulé Horns and Halos sur Le Cartel Bush avec James Hatfield lui-même et Sander Hicks. Il est réalisé par Suki Hawley et Michael Galinsky. Ce dernier traite du contenu et de la controverse du livre, des déboires de l'auteur à la suite de sa publication et des difficultés de l'éditeur Soft Skull Press pour le remettre sur les étagères.
Horns and Halos a gagné ou a été nommé pour plusieurs prix du meilleur documentaire dans divers festival de cinéma dont Singapore en 2002. La version DVD contient quant à elle différents bonus, dont des interviews avec l'auteur.

## Ouvrages

### Seul
- The Killing Zone (James Bond, non officiel), 251 p., 1985.
- Ewan McGregor: Rising to the stars, éditions Boulevard Mass Market (Poche) 224 p., 1er mai 1999 et éditions Fleuve Noir (Grand format) 203 p., 1er septembre 1999  (ISBN 978-8042516901).
- Fortunate Son (initialement chez St. Martin's Press: sortie octobre 1999, puis Soft Skull Press à partir de l'an 2000 et en 2002).

### En collaboration avec George «Doc» Burt
- The Ultimate Unauthorized Trivia Challenge for the Classic TV Series, éditions Kensigton, 346 p., 1er mars 1998  (ISBN 978-1575662992).
- Unauthorized X-Cyclopedia, éditions Kensigton, 399 p., 1er décembre 1997 et réédité chez MJF Books (Fine Communications), 1er septembre 1998  (ISBN 978-1575662336 et 978-1567312874).
- The Ultimate Unauthorized Stars Wars Trilogy Trivia Challenge, éditions Kensigton, 274 p., 1er mars 1997  (ISBN 978-1575661858).
- The Unauthorized X-Files Challenge, éditions Kensigton, 309 p., 1er octobre 1996  (ISBN 978-1575660967).
- Patrick Stewart: The Unauthorized Biography, publication Pinnacle, 320 p., 1er septembre 1996  (ISBN 978-0786003150).
- The Ultimate Trek Trivia Challenge for the Next Generation, éditions Kensigton, 325 p., 1er août 1996  (ISBN 978-1575660639).